# James Montgomery
James Montgomery (n. 20 septembrie 1891, Lincoln⁠(d), Ontario, Canada) a fost un trăgător de tir ce a reprezentat Canada, medaliat olimpic. A participat la o ediție a Jocurilor Olimpice (1924) în care a câștigat o medalie de argint.